# Tatjanin den
Tatjanin den (russisk: Татьянин день) er en sovjetisk spillefilm fra 1967 af Isidor Annenskij.

## Medvirkende
- Ljudmila Maksakova som Tanja Ogneva
- Vladimir Tatosov som Jakov Mikhajlovitj Sverdlov
- Anatolij Antosevitj som Antonov
- Valerij Pogoreltsev som Vernik
- Dalvin Sjjerbakov som Turnin